# SMBWireless
Udruga SMBWireless je neprofitna udruga korisnika bežičnih sustava koja djeluje na području grada Samobora, a čiji je cilj razvoj, unaprjeđenje, te promidžba tehnologije bežičnog komuniciranja putem računala i bežične opreme na području lokalne zajednice. Udruga SMBWireless je članica Zajednice tehničke kulture Grada Samobora, pod-članice Hrvatske zajednice tehničke kulture.
Udruga SMBWireless upravlja istoimenom bežičnom mrežom rasprostranjenom po gradu Samoboru i široj okolici.

## Djelatnosti
Djelatnosti udruge su savjetovanje i pomoć osobama zainteresiranim za informatičke ili mrežne tehnologije, sudjelovanje i organizacija programa koji se provode u cilju razvitka, unaprjeđenja te promidžbe tehnologije bežičnog umrežavanja, organizacija seminara, predavanja i radionica radi okupljanja i edukacije građana o mrežnim tehnologijama.
Udrugu predvodi predsjednik Janko Radigović na čelu Izvršnog odbora sastavljenog od najistaknutijih članova udruge koji se brinu za širenje i održavanje mreže, te prijenos znanja članovima i svim zainteresiranim ljudima.

## Povijest
Prvi neslužbeni rad i početak bežičnog umrežavanja započet je sredinom 2002. godine pokretanjem bežične mreže na području Hrastine i njenim povezivanjem s lokacijom na Gizniku u Samoboru. Sama udruga SMBWireless službeno je osnovana 6. listopada 2003. godine nakon mnogo neslužbenog entuzijastičnog rada. Prvi predsjednik Udruge bio je Karlo Kuhar.
S obzirom na to da je djelovanje udruge povezano s tehničkim znanjem i obrazovanjem, udruga se ubrzo uključuje i u rad lokalne zajednice, te je u travnju 2004. godine udruga primljena u članstvo Zajednice Tehničke Kulture Grada Samobora (ZTK GS), a u članstvo ZTK Zagrebačke Županije (ZTK ZŽ) udruga je primljena na skupštini u ožujku 2005. godine.

## Mreža
Udruga SMBWireless na području grada Samobora i okolice u svojoj infrastrukturi ima preko trideset postavljenih bežičnih pristupnih točaka, većinom u gradu Samoboru, te u okolnim naseljima (Hrastina, Bregana, Velika i Mala Rakovica, Celine, Strmec, Orešje, Bestovje, Sveta Nedelja). Sve točke su međusobno povezane bežičnim linkovima. Udruga trenutno ima više od tri stotine stalnih članova (kućanstava) s preko 1500 registriranih uređaja koji su svi međusobno povezani putem pristupnih točaka u mreži.
Udruga raspolaže i s optičkim kablom na internet, te nudi svim svojim članovima stalni i neograničeni pristup.

## Financiranje
Udruga trećinu sredstava neophodnih za rad, odnosno dio potreban za širenje mreže, financira iz proračuna grada Samobora putem programa Zajednice tehničke kulture Grada Samobora. Preostala sredstva za operativne i administrativne troškove Udruga pokriva naplaćivanjem godišnje članarine svim članovima i iz dobrovoljnih donacija svojih članova.

## Suradnja
Spajanje SMBWireless-a s mrežama (udrugama) na području Zagrebačke županije do sada je dovelo do uspostavljanja jednog velikog bežičnog sustava čiji su korisnici svi članovi svih umreženih udruga, što rezultira velikim ukupnim brojem korisnika SMBWireless i surađujućih udruga, odnosno mrežnih infrastruktura. Tisuće korisnika koriste infrastrukturu svih udruga kao jedinstvenu mrežu za međusobnu svakodnevnu neograničenu komunikaciju i razmjenu datoteka, na području Samobora, Svete Nedelje, Brdovca, Zaprešića, Stupnika, Velike Gorice, cijelog Zagreba, sve do Međimurja, Siska i Osijeka.

## Vanjske poveznice
- Službene stranice
- Zajednica Tehničke Kulture Grada Samobora
- Grad Samobor